# Georgs-Marien-Bergwerks- und Hüttenverein

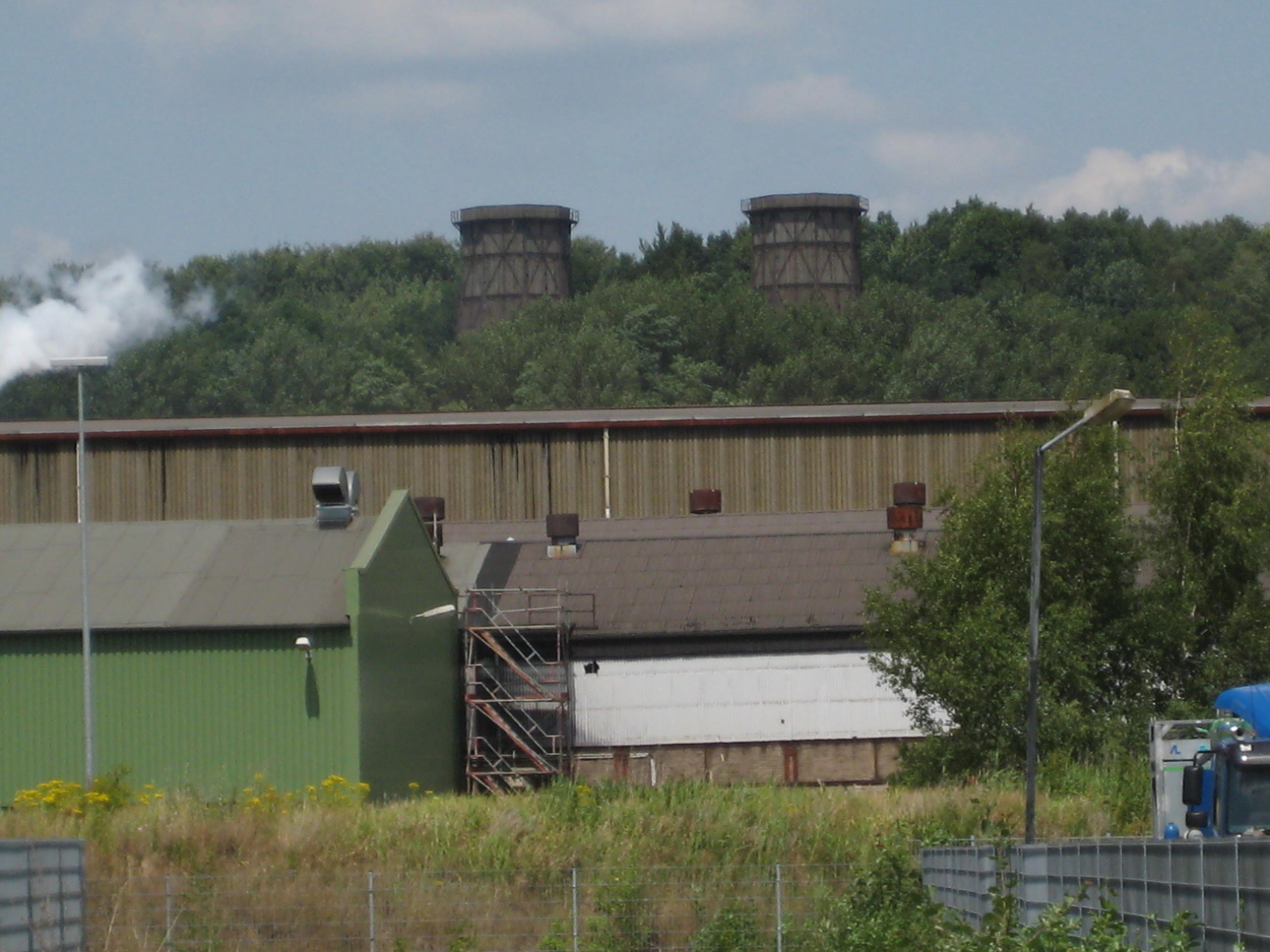
Ehemalige Kühltürme

Der Georgs-Marien-Bergwerks- und Hüttenverein war ein 1856 gegründetes Eisenhüttenwerk in Georgsmarienhütte in Niedersachsen. Es wurde 1923 von den Klöckner-Werken und 1993 von Jürgen Großmann als Georgsmarienhütte GmbH übernommen. Das Unternehmen war als Klöckner-Tochter in den 1960er Jahren mit 7.000 Beschäftigten der größte Arbeitgeber im südlichen Landkreis Osnabrück.

## Geschichte

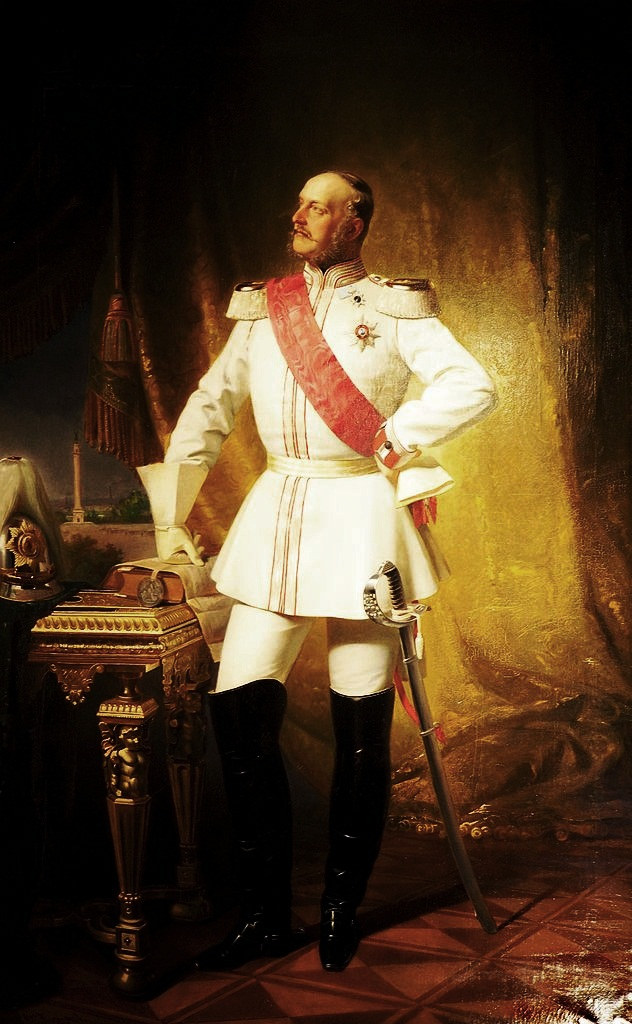
König Georg V. von Hannover gab zusammen mit seiner Frau dem Hüttenwerk seinen Namen

Königin Marie von Hannover

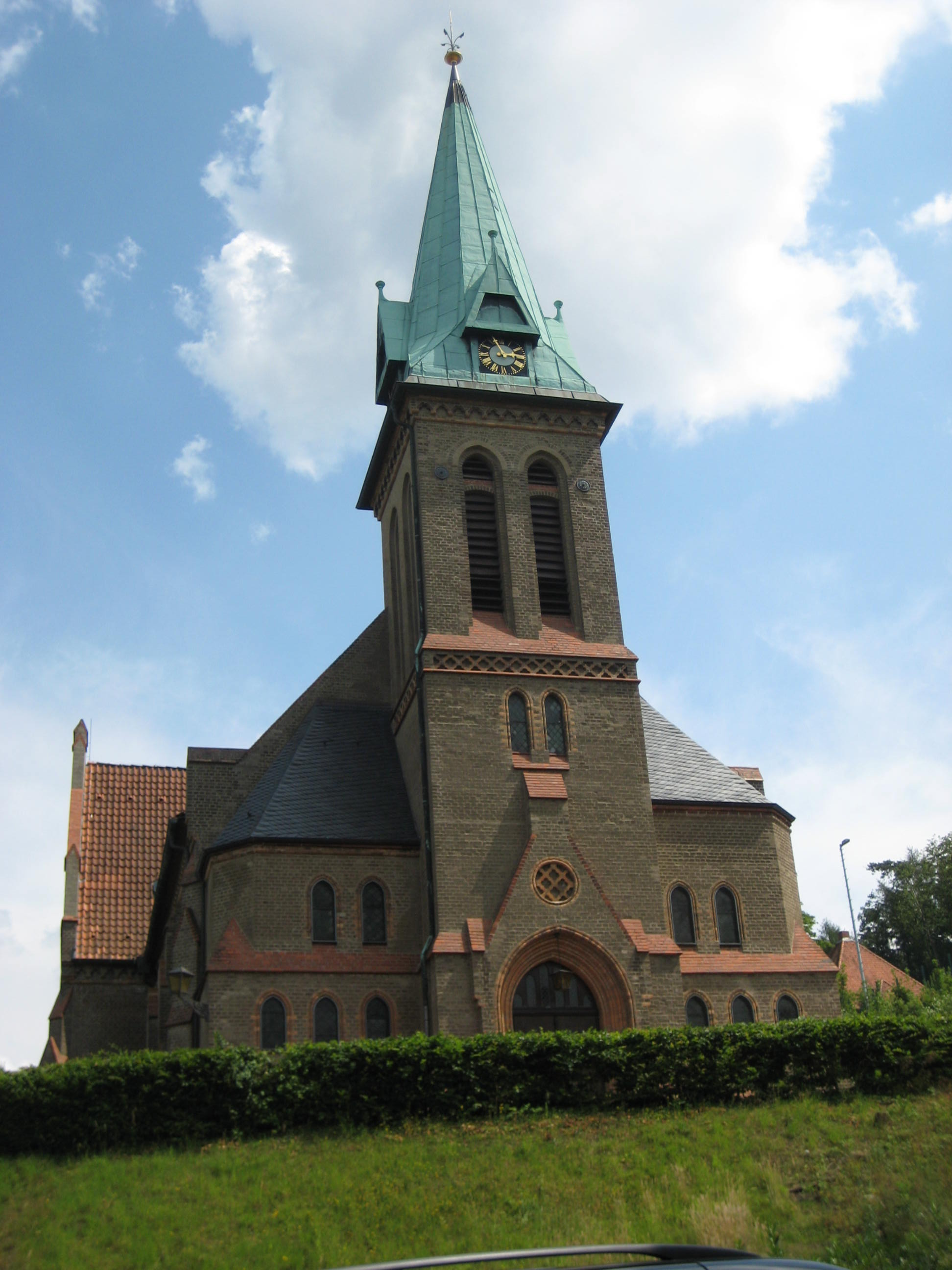
Die Lutherkirche wurde 1877 für die zugezogenen Protestanten errichtet

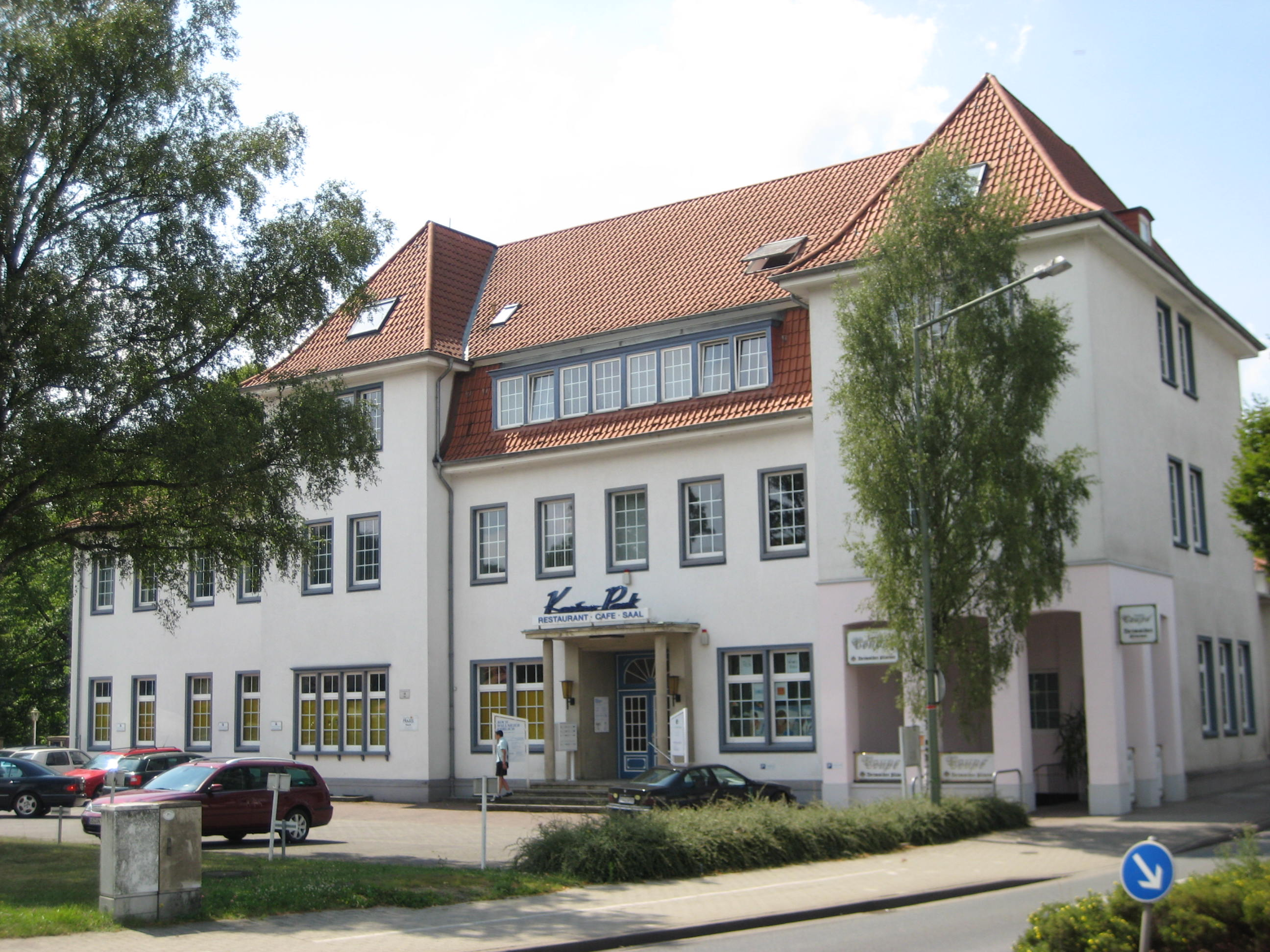
Dem Gesellschaftsleben diente das Kasino

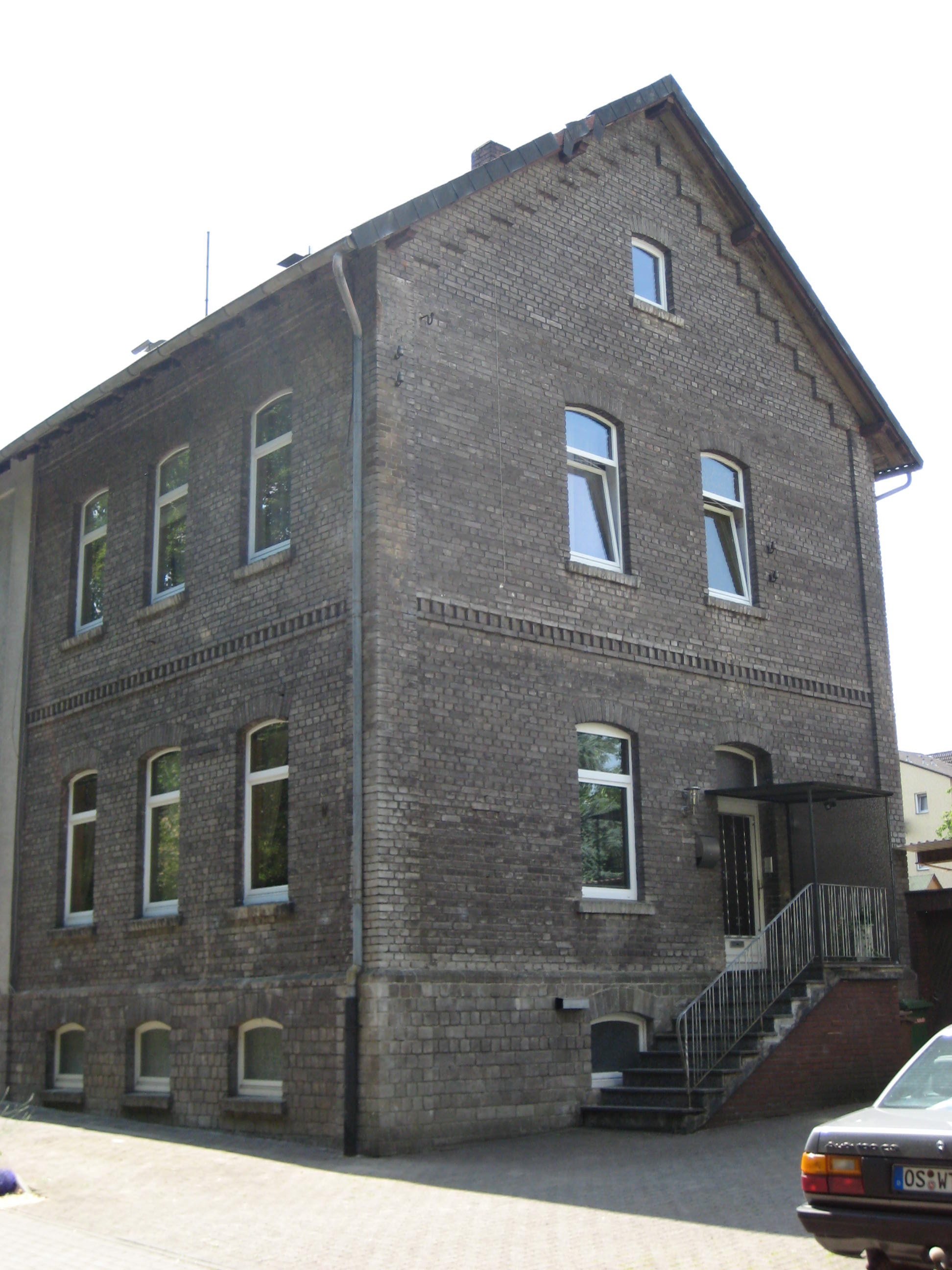
Für die Mitarbeiter wurden im 19. Jahrhundert Werkswohnungen errichtet, hier in der Schlossstraße

### Entstehung
Bereits im Mittelalter wurde im südlichen Osnabrücker Land Eisen hergestellt. Um 1100 wurde die Gewinnung von Eisenerz am Hüggel bei Hasbergen urkundlich erwähnt; Kohle kam aus Borgloh und aus Kloster Oesede, seit 1970 als Stadtteil zu Georgsmarienhütte gehörend. 1836 wurde in Hagen-Beckerode eine Eisenhütte errichtet; zur Beckeroder Hütte gehörten ein Dampfhammer und eine mechanische Werkstatt. 1856 wollte der Inhaber die Hütte nach Westfalen verkaufen; dies scheiterte am Einspruch der Regierung des Königreichs Hannover. In Hannover bildeten der Bankier Adolf Meyer und Beamte des Hofes ein Komitee mit dem Ziel der Gründung einer Aktiengesellschaft. Sie sollte die Beckeroder Hütte kaufen und ein modernes Hüttenwerk errichten, um Eisen für den Eisenbahnbau zu produzieren, das bis dahin aus anderen deutschen Staaten und England eingeführt wurde.
Die Aktiengesellschaft Georgs-Marien-Bergwerks- und Hüttenverein wurde am 4. Juni 1856 mit ideeller und materieller Unterstützung von König Georg V. von Hannover und Königin Marie gegründet. Am folgenden Tag kaufte der Verein die Beckeroder Hütte für 350.000 Goldtaler. Der Hochofen wurde bis 1863 betrieben, um die Arbeitskräfte zu halten; als Kesselschmiede bestand die Hütte bis 1903.
Gebaut werden sollte das neue Hüttenwerk auf dem 350 Morgen großen Gelände des Hofs Schulte to Bühne in Malbergen, das der Klosterkammer Hannover gehörte. Der Bergwerks- und Hüttenverein kaufte den Schultenhof am 28. Oktober 1856 für 40.000 Taler. Die Bevölkerung der Region, die ihren Lebensunterhalt durch Landwirtschaft und Handwerk erwirtschaftete, leistete angesichts der industriellen Entwicklung passiven Widerstand und weigerte sich, den für den Bau herangeholten Arbeitern Unterkunft zu gewähren. Für sie wurde zunächst unter schwierigen Bedingungen eine Wohnkolonie am Osterberg errichtet. Am Rehlberg entstanden weitere 70 Wohnhäuser in für die Region typischer Fachwerkbauweise. Um standesgemäße Unterkunft für die künftige Leitung des Werks und die als Beamten bezeichneten Verwaltungsangestellten zu schaffen, wurde das Schloss Monbrillant in Hannover gekauft, dort abgetragen und in der Nähe des künftigen Werks wieder aufgebaut. Es wich 1925 der Erweiterung des Werks.
Zunächst waren vier Hochöfen geplant. Der Bau wurde im Januar 1857 begonnen; der erste Hochofen wurde am 14. Juli 1858 angeblasen. Als Problem für die Produktion erwies sich die schlechte Infrastruktur der Region. Der Bau einer Bahnstrecke zu den Erzgruben, die etwa sieben Kilometer entfernt lagen, wurde nötig. Auch dieser Bau stieß auf den Widerstand der Bevölkerung und der örtlichen Verwaltungsbehörden. Die Bahnstrecke von den Erzgruben zum Werk wurde erst 1865 in Betrieb genommen. Als nicht ausreichend zeigte sich die Versorgung mit Kohle aus dem Glückauf-Schacht im Tal der Düte, eines Zuflusses der Hase. Der Schacht wurde 1866 wegen zu starken Wasserzuflusses geschlossen; Kohle musste nun aus dem Ruhrgebiet herangebracht werden. Sie wurde per Eisenbahn nach Osnabrück transportiert, von dort aus mit hundert Pferdefuhrwerken täglich zum Hochofenwerk. Der Transport wurde erleichtert, nachdem die Hüggelbahn 1866 und die Bahnstrecke Georgsmarienhütte–Hasbergen 1870 fertig- und damit der Anschluss zur Bahnstrecke zwischen Osnabrück und Münster hergestellt war.
1871 begann man im Werk mit der weltweit ersten kommerziellen Herstellung einer Mineralfaser, der sogenannten Schlackenwolle (Hüttenwolle).
Das im Werk hergestellte Roheisen war ungeachtet aller Probleme von guter Qualität und verkaufte sich gut. Bis 1873 stiegen die Unternehmensgewinne stetig. Den Aktionären wurden Dividenden bis zu 33 Prozent gezahlt.
1877 wurde die evangelisch-lutherische Lutherkirche gebaut, deren Patronat der Georgs-Marien-Bergwerks- und Hüttenverein übernahm.
Die Entwicklung der Hütte, wie das Unternehmen bis zum Ende des 20. Jahrhunderts von der Bevölkerung bezeichnet wurde, hatte große Umwälzungen in den Bauerschaften von Malbergen und Umgebung zur Folge. Zur fast ausschließlich katholischen Bevölkerung kamen Protestanten hinzu, so dass die kleine evangelische Volksschule um mehrere Klassen erweitert wurde. 1872/73 wurde das Krankenhaus gebaut. Das neugebaute Gesellschaftshaus wurde zum Treffpunkt; eine Turnhalle bot die Möglichkeit zur sportlichen Ertüchtigung. Das lange gestörte Verhältnis zwischen Werk und Bevölkerung entwickelte sich nun positiv, zumal auch Einheimische eine Arbeitsmöglichkeit außerhalb der Landwirtschaft fanden.
Das Werk wurde stetig ausgebaut; Hochofenschlacke wurden in einer Zement- und Steinfabrik verarbeitet. Den Hüttenstein benutzte man zum Bau von Wohnhäusern. 1896 veranlasste das Unternehmen zum Transport von Eisenerz aus Ostwestfalen den Bau einer Kleinbahn zwischen Kirchlengern und Oberlübbe, die Wallücke-Bahn. Eine neue Kokerei wurde 1903 in Betrieb genommen. Ab 1908 wurde mit Elektrizität statt wie bis dahin mit Dampf produziert.

### 20. Jahrhundert
Im Ersten Weltkrieg sank die Zahl der Beschäftigten durch deren Einsatz beim Militär. Die entstandenen Lücken versuchte man durch Beschäftigung von Frauen und Kriegsgefangenen aufzufüllen.
Ab 1919 kooperierte das Werk mit dem Lothringischen Hüttenverein. 1923 wurden beide Werke unter Leitung des Industriellen Peter Klöckner zur Klöckner Werke AG Georgsmarienhütte zusammengeschlossen. Das Unternehmen prosperierte bis 1930. Nach der Krise, bedingt durch die weltwirtschaftliche Lage, erholte sich das Unternehmen ab 1933. 1935 wurde die Feineisenwalzstraße modernisiert. 1937 wurde eine Drahtseilbahn vom Augustaschacht Ohrbeck zum Kalksteinbruch in Holperdorp in Betrieb genommen. 1939 ging eine neue Kokerei mit 20 Öfen in Betrieb.
Der Zweite Weltkrieg bedeutete erneut einen Rückgang der Beschäftigtenzahl. Um ihn auszugleichen, wurden Zwangsarbeiter und Kriegsgefangene eingesetzt. Sechs Bomben trafen das Werk am 6. August 1941, beeinträchtigten die Produktion jedoch nur geringfügig. Nachdem britisches Militär einmarschiert war, wurde das Werk am 3. April 1945 bis auf die Steinfabrik und den Brücken- und Behälterbau stillgelegt.
Im Mai 1946 lief die Produktion nach und nach wieder an. Zum 1. Juli 1947 wurde die Klöckner Werke AG Georgsmarienhütte auf Anordnung der Alliierten vom Klöckner-Konzern getrennt. Bis 1951 war es ein unabhängiges Unternehmen, kehrte aber dann zu Klöckner zurück. 1953 wurde das Stahlwerk II, das mit Mitteln des Marshall-Plans gebaut worden war, in Betrieb genommen. Die Rohstahlproduktion verdoppelte sich gegenüber dem Vorkriegsniveau. Die Zahl der Beschäftigten stieg auf 7000 in den 1960er Jahren.
Im Jahr 1964 wurde die Neue Kokerei stillgelegt. Von nun an wurde der für den Hochofenprozess nötige Koks nicht mehr vor Ort produziert.
Die Stahlkrise der 1970er Jahre bedeutete auch den Beginn des Niedergangs in Georgsmarienhütte, der zu einem Sinken der Beschäftigtenzahl, etwa durch Frühverrentung älterer Arbeitnehmer, führte. Einzelne Betriebsteile wurden stillgelegt oder verkauft, Kurzarbeit wurde angeordnet.
1984 wurden Fusionspläne von Klöckner mit der Krupp-Stahl AG bekannt. Gegen eine daraus zu erwartende Stilllegung des Werks in Georgsmarienhütte setzte sich auch die Niedersächsische Landesregierung ein. Die Bevölkerung reagierte mit einer großen Demonstration am 23. Oktober 1984. Der Niedergang war dennoch nicht aufzuhalten. 1993 übernahm Jürgen Großmann das Unternehmen zu einem nominellen Preis und gestaltete es zur Georgsmarienhütte GmbH um, die seit 1997 als Georgsmarienhütte Holding GmbH firmiert.